# Matthias Schrom
Matthias Schrom, auch Matthias Schrom-Kux, (* 1973 in Innsbruck) ist ein  österreichischer Fernseh- und Radio-Journalist. Im August 2025 übernahm er die Leitung der strategischen Kommunikation und Öffentlichkeitsarbeit der Burgenland Holding GmbH. Im Juni 2025 verließ er Servus TV aufgrund "unterschiedlicher Vorstellungen über die Zukunft des Senders". Davor war er unter anderem alleiniger Chefredakteur aller Zeit in Bild Sendungen auf ORF 1 und ORF 2. 

## Werdegang
Matthias Schrom-Kux begann seine journalistische Laufbahn noch während seiner Schulzeit 1991 beim Südtiroler Privatradiosender Antenne Austria West als Moderator und Reporter, in der Folge war er noch als Moderator bei Radio M1 in Sterzing/Südtirol tätig. 1993 wechselte er zum ORF-Landesstudio Tirol, wo er als Moderator und Reporter für den Aktuellen Dienst bei Radio Tirol tätig war. Ab 1995 war er auch als Reporter für Ö3 tätig. 1998 wurde er Chefredakteur und Programmchef bei Antenne Tirol, ab 2000 war er außerdem auch Programmchef von Radio Arabella Tirol.
2001 kehrte er zum ORF Tirol zurück und war unter anderem Chef vom Dienst im Aktuellen Dienst. 2004 wurde er Chef vom Dienst bei ORF Wien-Heute. Seit Februar 2010 war er Innenpolitik-Redakteur der Zeit im Bild und stellvertretender Ressortleiter der Chronikredaktion bei der Zeit im Bild. Außerdem präsentierte er die ORF-Pressestunde. Neben seiner Arbeit im ORF war er laufend als Vortragender oder Lektor tätig, etwa an der Universität für Weiterbildung Krems und an der FH der Wirtschaftskammer Wien.
Am 25. Mai 2018 wurde er von ORF-Generaldirektor Alexander Wrabetz zum Chefredakteur von ORF 2 bestellt. Diese Funktionen übernahm er nach Durchführung der Trennung der Redaktionen in ORF eins und ORF 2 am 11. Juni 2018. In der Funktion war er unter anderem für die Zeit im Bild und die ZIB 2 verantwortlich. Zum Chefredakteur von ORF eins wurde Wolfgang Geier bestellt. Die beiden folgten damit Fritz Dittlbacher nach, der bis dahin Chefredakteur der einzigen Redaktion für beide ORF-Fernsehsender war. Ab 2020 war Schrom als alleiniger Chefredakteur für alle Zeit in Bild Sendungen auf ORF 1 und ORF 2 verantwortlich. Unter Schrom wurde eine deutliche Verjüngung der Redaktion eingeleitet. Das Informationsangebot wurde stark erweitert: so gibt es regelmäßig Sonder-ZIB Sendungen, die ZIB2 am Sonntag, tägliche Aktuell Sendungen, erfolgreiche Wahlsendungen wie „Die Duelle“ zur Wahl 2019 sowie die erfolgreichen Launches der ZIB auf TikTok und Instagram.
Unter Schroms Führung haben die Quoten der ORF Information ein Rekordniveau erreicht. Der seit 2022 im Amt befindliche Generaldirektor Roland Weißmann hat Schrom im selben Jahr auch die Verantwortung für das Konsumentenmagazin konkret übertragen.
In einem im November 2022 bekannt gewordenen Bericht der Wirtschafts- und Korruptionsstaatsanwaltschaft zur ÖVP-Korruptionsaffäre wurden politisch motivierte Interventionen von Heinz-Christian Strache mit Schrom bekannt. Die gegenüber Strache geäußerten Einschätzungen von Schrom wirkten irritierend, etwa über ORF 1, „das noch viel linker ist“. Des Weiteren wurden Absprachen zu personellen Besetzungen im ORF behandelt. Schrom rechtfertigte sich laut der Tageszeitung Der Standard dafür, damit „eine Gesprächsbasis zu erhalten“, sowie „Tonalität und Sprache meines Gesprächspartners angepasst“ zu haben.
Am 7. November wurde bekannt, dass der Generaldirektor des ORF, Roland Weißmann, den ORF-Ethikrat um Untersuchung des Sachverhalts ersucht hat und Schrom unmittelbar seinen Urlaub antrat. Der ORF-Redaktionsrat zeigte sich „entsetzt“ über die Vorwürfe und forderte, „deutliche Konsequenzen zu ziehen“.
Am 9. November 2022 trat Matthias Schrom nach der Chat-Affäre mit sofortiger Wirkung zurück.
Gemeinsam mit Stefan Kollinger wurde er Leiter des Projekts Smart Producing. 2024 verließ er den ORF. Bei ServusTV wurde er ab November 2024 zum Gesamt-Redaktionsleiter bestellt. Anfang Juni 2025 wurde sein Ausscheiden bei ServusTV aufgrund von „Auffassungsunterschieden zur Zukunft des Senders“ bekannt.
Im August 2025 übernahm er als Nachfolger von Christian Uchann die strategische Kommunikation und Öffentlichkeitsarbeit der Landesholding Burgenland.

## Privat
Matthias Schrom-Kux hat das Akademische Gymnasium Innsbruck besucht und danach das Studium der Politikwissenschaft an der Leopold-Franzens-Universität Innsbruck begonnen.
Schrom ist mit einer Psychotherapeutin verheiratet. Gemeinsam haben sie eine Tochter.

## Trivia
Schrom wird in mehreren Artikeln als glühender Anhänger des Fußballsportes, insbesondere von FC Wacker Innsbruck und HC Innsbruck, beschrieben.